# اسپیک (آلاباما)
اسپیک (به انگلیسی: Speake) یک منطقهٔ مسکونی در ایالات متحده آمریکا است که در شهرستان لارنس، آلاباما واقع شده‌است. اسپیک ۱۹۸٫۱۲ متر بالاتر از سطح دریا واقع شده‌است.